# Onychognathus tenuirostris
Onychognathus tenuirostris là một loài chim trong họ Sturnidae.